# Zamek Zaprice

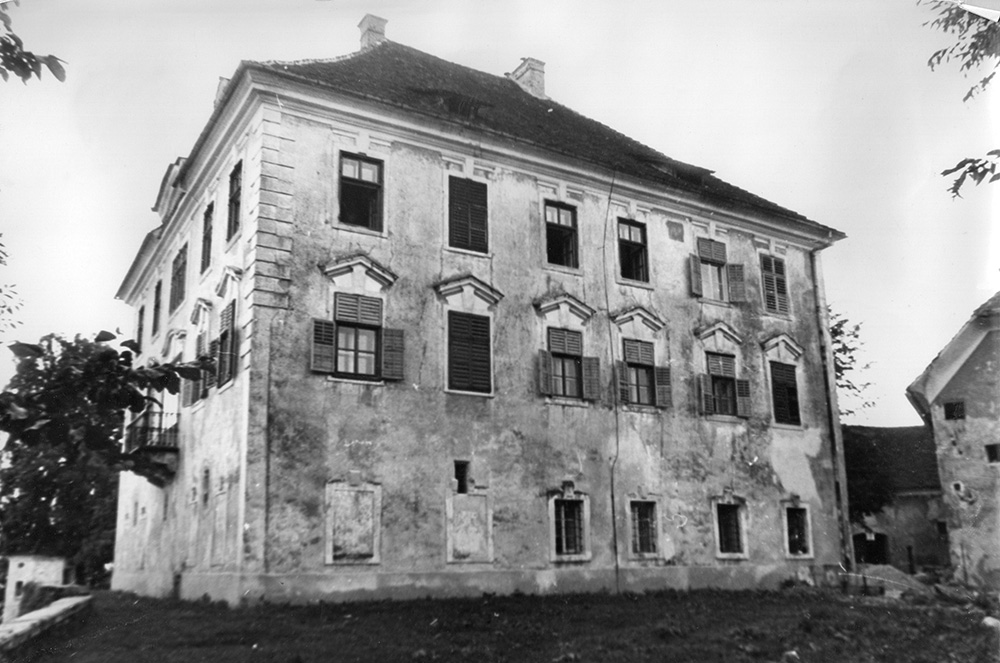
Zdjęcie zamku z 1966 roku

Zamek Zaprice – zamek w mieście Kamnik w północnej Słowenii. Zbudowany w XVI wieku, a w XVII wieku przebudowany w stylu barokowym.
Aktualnie w zamku ma swoją siedzibę muzeum miejskie (słoweń. Kamniški Muzej). Stała ekspozycja poświęcona jest historii zamku, miasta Kamnik i okolic. Muzeum posiada także bogatą kolekcją mebli z giętego drewna. W lapidariach pod arkadami, przy wejściu, eksponowane są kamienne pozostałości rzymskich nagrobków, pochodzących z wykopalisk archeologicznych na terenie zamku i okolic.